# 盤古大陸

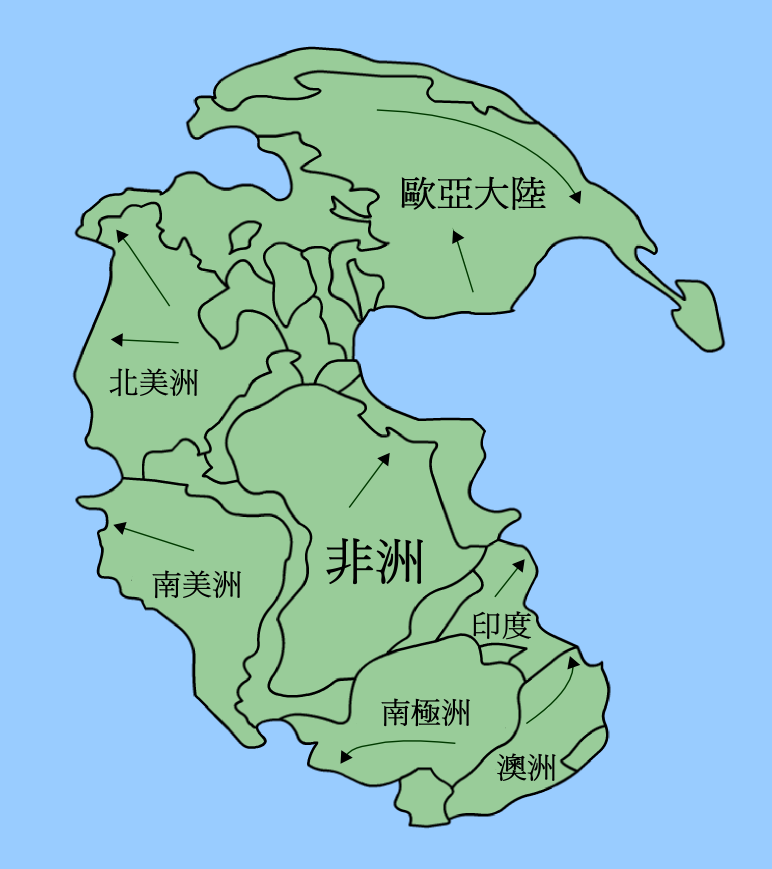
盤古大陸

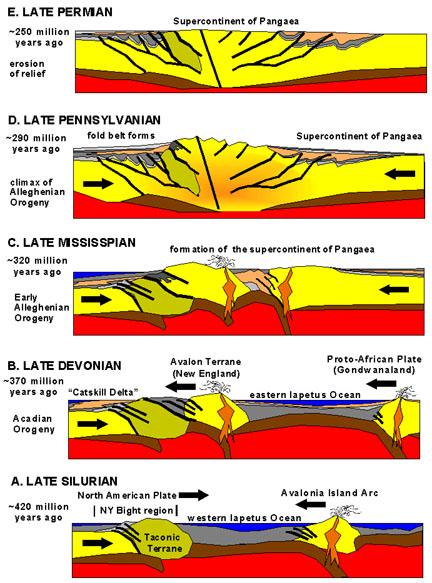
合併的原因

（ 或 ；），又稱泛大陸，是地球地質史上於古生代晚期至中生代初期（約3.35億至1.75億年前）存在的超大陸，為迄今地質記錄中最後形成的超大陸，亦是首個被地質學家完整重建的古代陸塊。
約3.35億年前（石炭紀），早期陸塊岡瓦納大陸、歐美大陸（Euramerica）及西伯利亞地塊通過板塊聚合形成盤古大陸。其名稱由提出大陸漂移學說的德國地質學家阿爾弗雷德·魏格納於1912年創建，語源為古希臘語（全部）與（陸地，源於大地女神蓋婭）。中文譯名「盤古大陸」屬音意兼譯，但與中國神話人物盤古無直接關聯。
盤古大陸呈C形分佈，主體橫跨地球南北極區，其外圍被單一海洋泛大洋（Panthalassa，現今太平洋前身）環繞，內側則存在由古特提斯洋演化的特提斯洋（Tethys Ocean）。現代地中海與黑海被視為特提斯洋的殘餘海盆。大陸內部因極端大陸性氣候形成廣袤荒漠，地質記錄顯示該時期陸相紅色層沉積廣泛發育。
罗迪尼亚大陆解体形成了冈瓦纳大陆（又分为包括澳大利亚洲与南极洲克拉通的东冈瓦纳大陆与包括南美洲和非洲的西冈瓦纳大陆）以及劳亚大陆，以及单独的西伯利亚地块、波罗的地块等。在泥盆紀時，由於大陸間彼此的碰撞，約在二億四千五百萬年前地球上的陸地又相連在一起，此時相當於地質時代的二叠纪。盤古大陸約於2億年前（三疊紀末至侏羅紀初）開始分裂，此過程與三疊紀－侏羅紀滅絕事件時段重疊。

## 分裂
盤古大陸經過三個階段的分裂，形成現今大陸的分布情形：
- 第一階段：距今2亿3000万年前的三叠纪中期，盘古大陆西岸开始分裂形成现今的墨西哥湾和加勒比海。距今1亿7500万年前的侏罗纪早期，裂缝加大开始形成北大西洋南部，盘古大陆重新分裂成仅有一小块陆桥连接的劳亚大陆和冈瓦纳大陆。
- 第二階段：距今1亿5000万～1亿4000万年前的白垩纪早期，冈瓦那大陆分裂成五块，分别是南美洲、非洲、印度次大陆、南极洲和澳大利亚洲。在白垩纪中期南美洲和非洲之间的距离加大形成了南大西洋，同时印度次大陆离开澳大利亚和南极洲向北漂移，印度洋开始形成。
- 第三階段：距今6000万年前的古新世，劳亚大陆分裂成为北美洲、格林兰岛和欧亚大陆，北大西洋彻底形成。同时澳大利亚与南极洲分离开始向北漂移。在距今3500万年前的始新世，印度次大陆与欧亚大陆相撞，特提斯洋消失，包括喜马拉雅山脉、青藏高原、帕米尔高原和兴都库什山脉在内的亚洲高山区开始形成。在渐新世，南美洲最终与南极洲分离并漂向北美洲；这也使得南极绕极流得以畅通无阻，最终使南极大陆的温度急剧下降。

## 重组
由於板塊運動不斷地進行，地質學家預測大陸將會再度形成一個超大陸，這個超大陸被稱為终極盤古大陸（ 或 ），預測在二億五千萬年後形成。

盘古大陆分解动态示意图
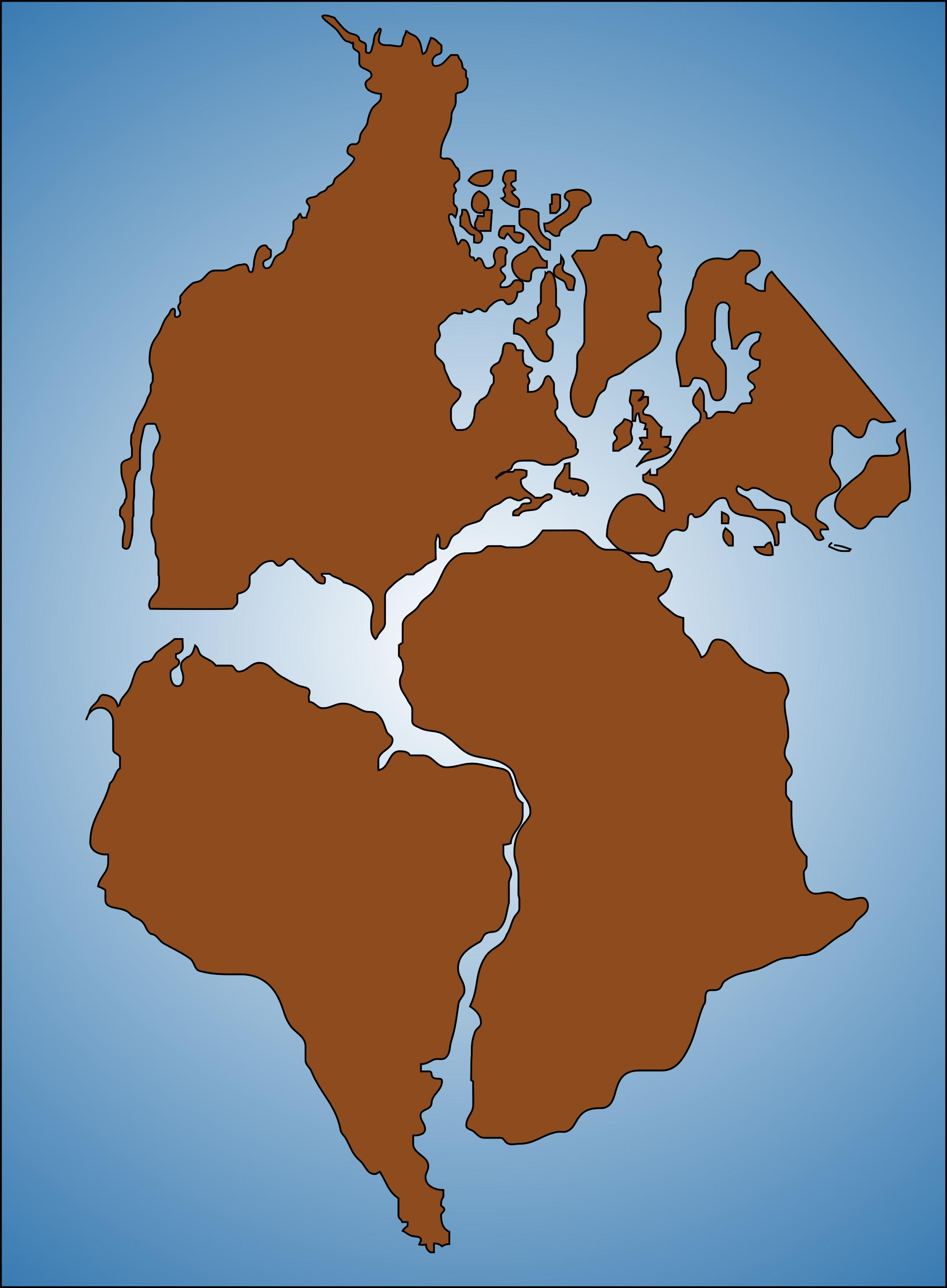
北美、南美、非、歐四洲，可互相接和在一起

## 外部連結
- Video Animation on Pangea